# Граф Дюрера

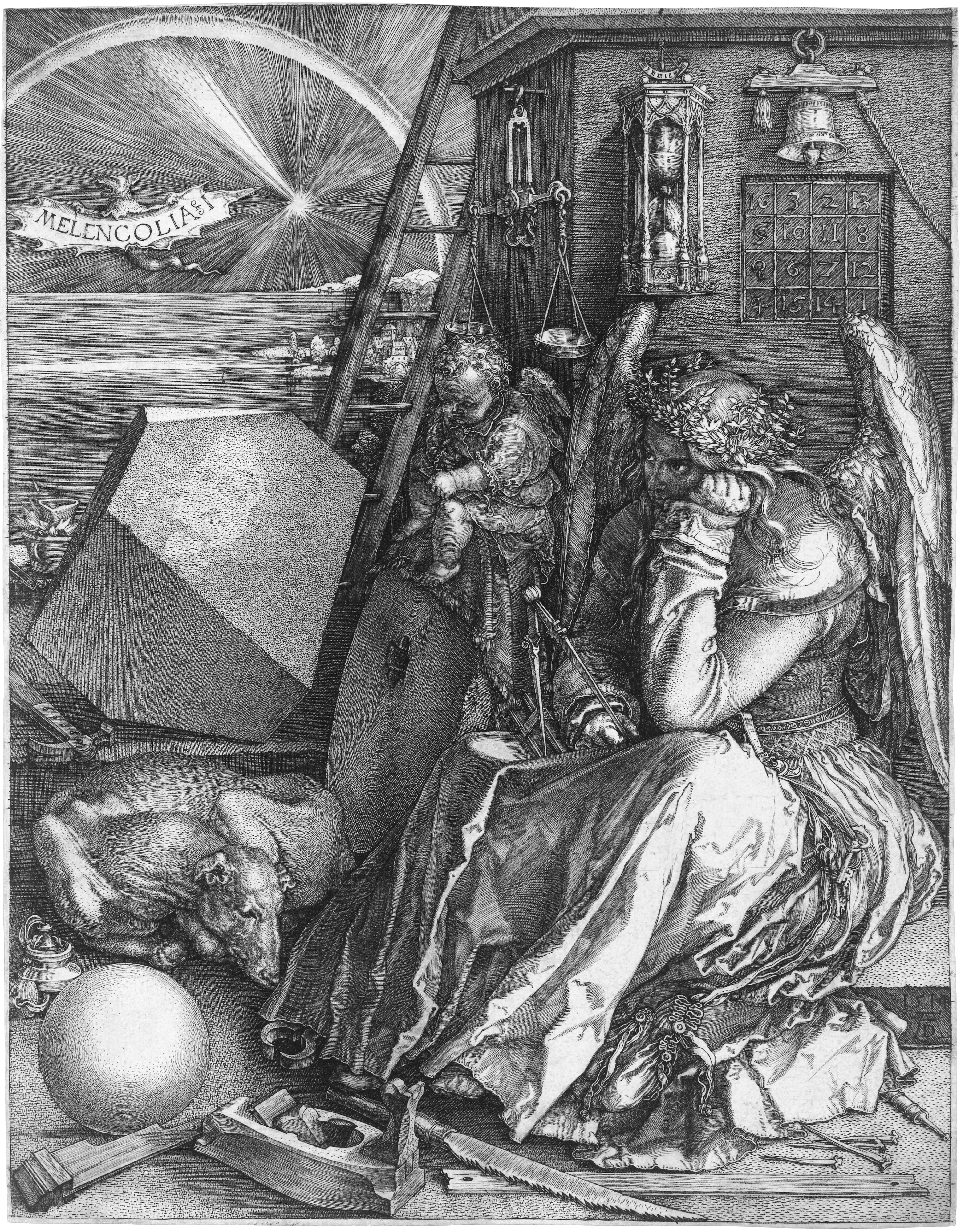
«Меланхолия» Альбрехта Дюрера

Граф Дюрера — неориентированный кубический граф с 12 вершинами и 18 рёбрами.
Граф назван именем Альбрехта Дюрера, чья гравюра «Меланхолия» (1514) содержала изображение так называемого многогранника Дюрера — выпуклого многогранника, имеющего граф Дюрера в качестве остова. Многогранник Дюрера является одним из четырёх возможных хорошо укрытых простых выпуклых многогранников.

## Многогранник Дюрера
Многогранник Дюрера комбинаторно эквивалентен кубу с двумя усечёнными противоположными вершинами, хотя на рисунке Дюрера он, скорее, нарисован как усечённый ромбоэдр или трёхгранный усечённый трапецоид. Точные геометрические свойства нарисованного Дюрером многогранника служат предметом академических споров, в которых предполагаются различные гипотетические значения (острых) углов от 72° до 82°.

## Свойства графа
Граф Дюрера является графом, образованным вершинами и рёбрами многогранника Дюрера. Граф является кубическим с обхватом 3 и диаметром 4. Поскольку граф является скелетом многогранника Дюрера, он может быть получен путём применения преобразования треугольник-звезда противоположных вершин графа куба или как обобщённый граф Петерсена {\displaystyle G(6,2)}. Как и любой другой граф выпуклого многогранника, граф Дюрера является вершинно 3-связным простым планарным графом.
Граф Дюрера является хорошо укрытым, что означает, что все его наибольшие независимые множества имеют одно и то же число вершин — четыре. Граф является одним из хорошо укрытых кубических многогранных графов и одним из семи хорошо укрытых 3-связных кубических графов. Другими тремя хорошо укрытыми простыми выпуклыми многогранниками являются тетраэдр, треугольная призма и пятиугольная призма.
Граф Дюрера является гамильтоновым с LCF-обозначением [-4,5,2,-4,-2,5;-]. Точнее, граф имеет ровно шесть гамильтоновых циклов, каждая пара которых может быть отображена в любую другую симметриями графа.

## Симметрии
Группа автоморфизмов как графа Дюрера, так и многогранника Дюрера (в виде усечённого куба или в форме, представленной Дюрером) изоморфна диэдрической группе {\displaystyle D_{6}} порядка 12.

## Галерея

Хроматический индекс графа Дюрера равен 3.
Хроматическое число графа Дюрера равно 3.
Граф Дюрера гамильтонов.